# Würzburg
Würzburg és una ciutat alemanya a la ribera del riu Main. És la quarta ciutat de Baviera i la capital de l'antic principat bisbat del mateix nom i del cercle d'Unterfranken Baixa Francònia, situat en una pintoresca comarca a ambdues vores del Main, que té diversos ponts, a 181 metres sobre el nivell del mar. La ciutat de Würzburg (en l'antiga Virteburch Wirceburrgum, Herbipolis) serví de fortalesa fins a l'any 1866.
La part principal (Marienberg o Frauenberg) es troba en el marge esquerre del Main, en el Leistenberg, turó de 265 metres d'altitud, i des del 1261 fins al 1720 fou residència dels bisbes de Würzburg. Només el centre de la ciutat ha conservat la fesomia antiga; és la ciutat vella, en la qual hi ha interessants vestigis de l'edat mitjana i del Renaixement, tot i que en curt nombre. No sempre han tingut bon gust en les seves concepcions artístiques els habitants de Würzburg.
Sovint són pesades les formes, i els pintorescos elements es redueixen a la mínima expressió. Els carrers, llargs, i, a vegades ombrívols, ja presagien la proximitat d'Itàlia, però només en tenen el menys seductor. Les últimes generacions han procurat remeiar aquest defecte decorant les masses imponents dels edificis del barri que es troba prop de l'estació, que porten el nom de ring, com les avingudes de Viena. Allà abunden els hotels de grans proporcions, bons restaurants, luxosos magatzems i nombrosos basars; per aquesta part de la ciutat regna una intensa circulació de tota mena, persones, automòbils, etc.

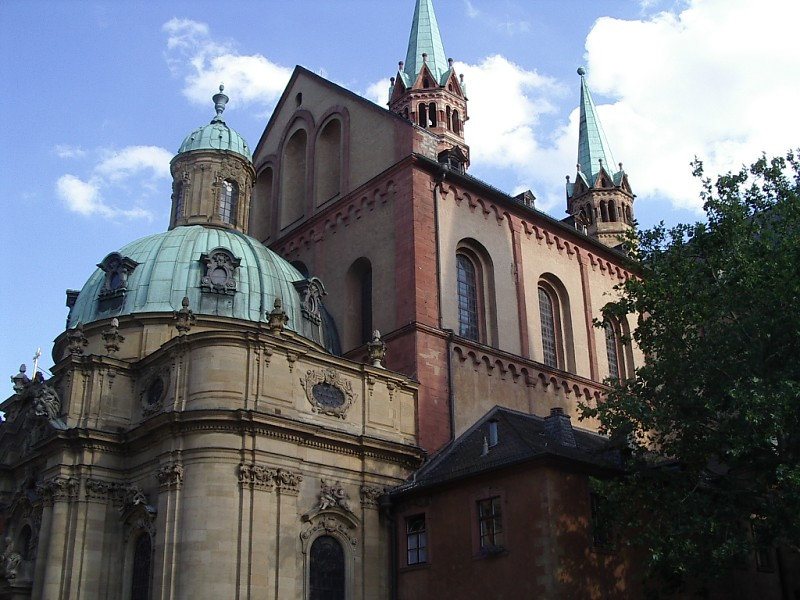
Catedral de Würzburg

## Würzburg, abans de la Segona Guerra mundial
Al cantó del Main es troba la part més bella de Würzburg. La catedral, acabada el 1188, passa per l'edifici romànic més gran d'Alemanya. Desgraciadament, l'interior va ser modificat els segles xvii i XVIII, i avui només ofereix una decoració presumptuosa i extravagant. Nombroses escultures de l'edat mitjana i del Renaixement embelleixen l'interior. Cal citar una Mort de la Verge, del segle xv, senzilla i patètica; una bella sèrie de monuments funeraris, entre els quals cal mencionar els dels bisbes Rodolf von Scherenberg (mort el 1495) i Lorenz von Dibra (mort el 1519). La construcció de la catedral s'inicià el 1042, en temps del bisbe Bruno, en el lloc en què anteriorment s'aixecava un altre temple. La continuaren els bisbes Embrich (1127-1146) i Hermánn (1222-1254). Al nord de la catedral es troba l'església de Neumunster, fundada el 1010 i restaurada el 1223-47 en estil de transició. La façana xorigueresca data de 1711-19 i la cúpula de 1736.
L'autor de tots dos monuments funeraris que ja hem citat en la catedral fou un cèlebre escultor de Würzburg, Tilman Riemenschneider (mort el 1531). Aquest artista es distingeix per la seva ampla i elegant factura, es mostra familiaritzat amb totes les conquestes del Renaixement, com es pot apreciar pels petits genis despullats del monument de Bibra.
Gran és la riquesa en monuments de Würzburg, i per això ens limitem a l'estudi del més essencial, del que realment té un interès arquitectònic i arqueològic notable.

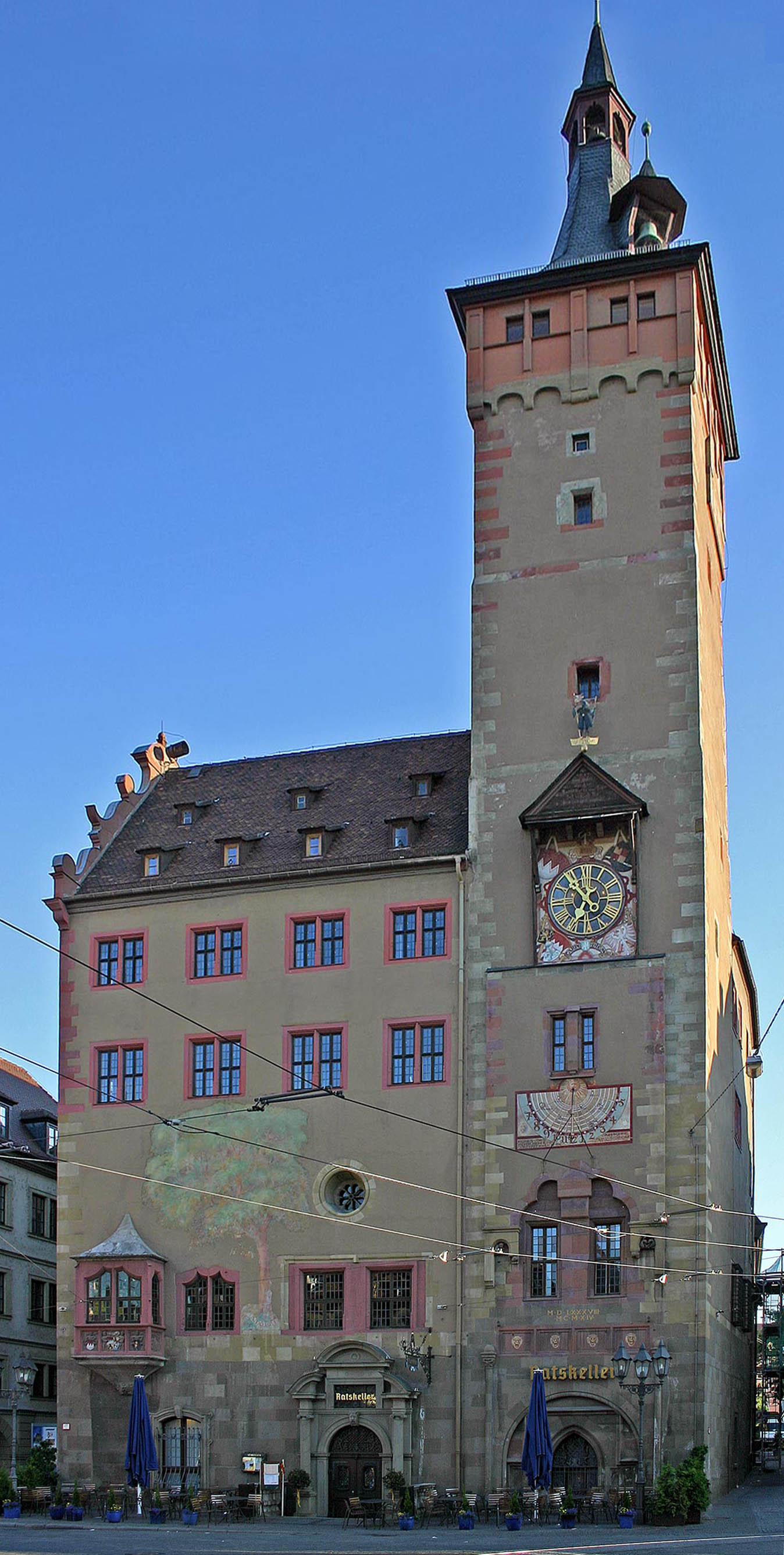
Torre del comte Eckart, avui restaurada i antic Ajuntament

La torre del comte Eckart es troba davant del palau Episcopal; aquest és d'estil Renaixement (1594); és un edifici ampli, de formes poc àgils, burgeses. La Universitat vella data de 1582-91 i el seu arquitecte fou Wolfgang Beringer (?). Inclou un bonic pati, també del Renaixement, i l'església de la Universitat, del 1696, és una barreja d'estil gòtic i de l'alt Renaixement italià. La torre, construïda el 1701 per Petrini, serveix d'observatori. En la Universitat vella es trobava a principis del segle xx, a més de l'Institut de Psicologia, el Museu d'Art Històric.
Un dels més típics i cèlebres edificis de Würzburg és el palau dels prínceps bisbes, creació del segle xviii. De 1720 a 1744 els prínceps bisbes Johann Philipp Schonborn i el seu successor Freidrich Karl Schonborn feren construir per l'arquitecte Johann Balthasar Neumann aquest sumptuós palau, inspirat en l'estil emprat a Versalles per Lluís XIV. A l'interior, Giovanni Battista Tiepolo, ajudat pels seus fills, va fer-hi grans composicions murals, entre 1750 i 1753, considerades l'obra mestra de l'artista. Aquesta immensa residència conté una església, cinc grans sales, 312 habitacions, 25 cuines i 974 finestres. Eugen Muntz afirmà que és, sens dubte, un dels més importants monuments que ha creat l'estil regència.
A Würzburg també cal citar la Marienkapelle, d'estil gòtic, construïda entre 1337 i 1479; l''Alte Rathaus o antic Ajuntament, de l'època romànica, ampliat el 1453 i el 1588; la Michaelskirche, situada darrere la vella Universitat, construïda en estil xorigueresc el 1756; La nova Universitat, edifici Renaixement de finals del segle XIX; l'Haugerstiftskirche, temple de superba construcció, en estil Renaixement italià, amb doble torre i alta cúpula i l'edificació del qual data de 1670-91, encara que fou restaurat posteriorment, amb un gust exquisit; la Deutschhauskirche, bell exemplar d'art gòtic, i la Kirche auf der Festung, l'església més antiga a Francònia. Würzburg té 36 esglésies (dues de protestants) i una sinagoga.

## Edificis profans
Entre els edificis profans destaquen el Juliushospital, hospital grandiós, ric i excel·lentment equipat. Davant el Juliushospital, s'aixeca l'estatua del príncep bisbe Julius; una altra estàtua notable és la del poeta Walther von der Vogelweide (per Halbig, 1843), en un nínxol de la Neumünsterkirche, on fou sepultat el poeta el 1230. A més, Würzburg té monuments al burgmestre Zürn, al viatger i explorador Philipp Franz von Siebold, al compositor Val Becker i al príncep regent Luitpoldo.

## La indústria
El 1925 la indústria de Würzburg consistia en la construcció de mobles, maquinària, instruments quirúrgics, matemàtics i musicals, i d'altres moltes: eren especialment importants els tallers fundats en l'antiga abadia cistercenca d'Oberzell, per König i Bauer, i traslladats l'any 1901 a la vora dreta del Main per la construcció de premses litogràfiques ràpides. Cal mencionar, a més, com a indústries de Würzburg l'arquitectura naval i els tallers de serrar fusta. La viticultura i la fruita també són indústries de gran rendiment en els voltants de la ciutat. En el vessant sud del Frauenberg, en l'anomenat Leiste, es troba el reanomenat Leistenwein, i a la serra de Steinberg, que corre des de Veitschochheim al Main, es trona l'Steinwein. El comerç, secundat per alguns bancs, és important en vins i altres productes. A Würzburg se celebren tres fires anuals, un mercat de llanes, un altre de cereals i dos de bestiar.

## Infraestructures

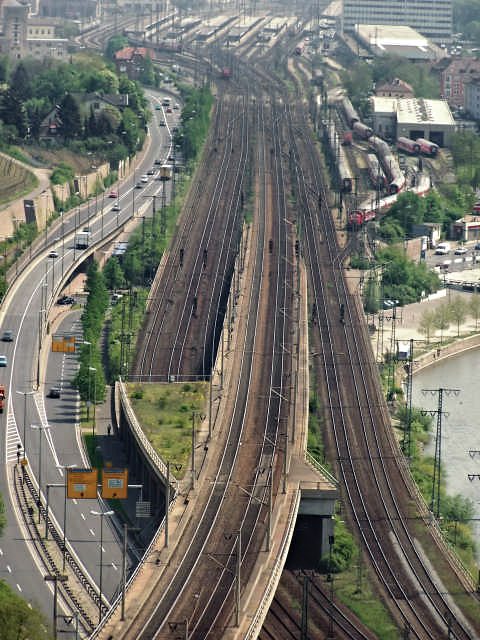
Würzburg és un important nus de comunicacions

Per l'interior, la ciutat està servida per tramvies elèctrics, i en l'exterior disposa del Main (aquí navegable, i en el qual Würzburg té port) i és punt de connexió de les línies fèrries Treuchtlingen-Aschahaffenburg, Bamberg-Würzburg, Passau-Nuremberg i Heidelberg-Würzburg.

## Establiments docents
Com el primer dels establiments docents cal anomenar la Universitat. Fundada el 1403 pel bisbe Johann von Eglofstein, no tardà gaire a tancar-se; però el 1582 el príncep bisbe Julius Echter von Mespelbrunn fundà una nova escola, que quan Würzburg s'incorporà a Baviera el 1815 rebé el nom d'Universitat de Julius Maximilià. Per al foment de la medicina serveix especialment el Juliushospital, al qual estan agregats un Institut oftalmològic (Welzsche Marienstiftung) i un establiment per a la higiene. La biblioteca pública conté més de 100.000 volums, la major part procedents d'antics convents. A més, Würzburg té dos gimnasos, gimnàs d'Arts i Oficis, Seminari eclesiàstic, Col·legi Episcopal per a infants, Escola Normal, escoles del Polytechnische Verein, escola d'Agricultura, Institut Normal per a mestres jueus, Escola de Comerç, Escola especial de maquinària i electrotècnics, Institut d'educació per a nobles. correccional per a nenes, Escola de Música (fundada el 1804), Institut per a sord-muts i cecs, Escola d'Obstetrícia, com també un Museu d'Art (Wagersche Kunstsammlung), Museu Municipal de Pintures i Numismàtica, i un teatre.

## Associacions culturals
Entre les associacions culturals i científiques se citen la Societat Medicofísica, la Societat per al foment i perfeccionament de les arts i indústries, l'Associació per l'art i arqueologia de Francònia, la Societat per a la història de Francònia i l'Associació d'Història per al cercle de la Baixa Francònia.

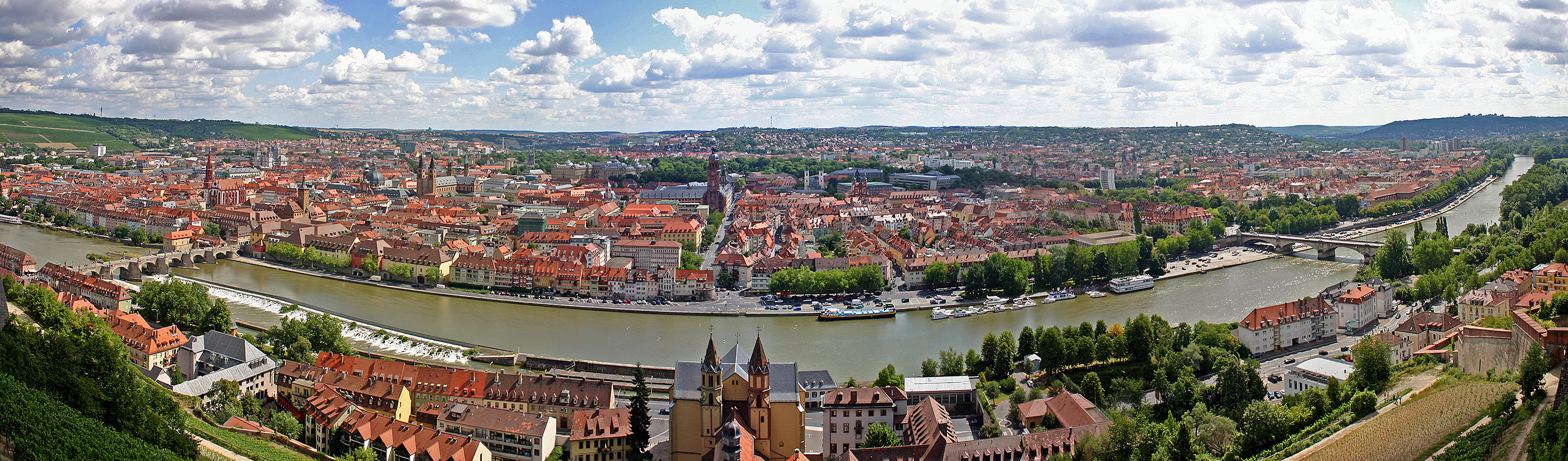
Panoràmica de la ciutat

## Història

Escut d'armes dels bisbes de Würzburg

Würzburg deu el seu origen a una colònia celta, però no aconseguí importància fins després de ser erigit el bisbat el 741. Com en totes les ciutats episcopals, la burgesia intentà espolsar el domini dels prelats, aspirà a la franquícia imperial, i per aquest objecte, especialment en temps d'Enric IV del Sacre Imperi romanogermànic, s'adherí a la reialesa, i això donà lloc a contínues lluites entre la burgesia i la mitra. Finalment, la ciutat fou sotmesa en virtut de la derrota que sofrí a Argtheim el 1400. Pel fet de pertànyer la ciutat a la corona, s'explica la freqüent celebració de dietes a Würzburg. En la guerra dels camperols, la burgesia abraçà la causa d'aquells, però l'heroica resistència de la fortalesa de Marienberg fou la causa que la lluita canvies de camí.
El 1558 Würzburg fou assaltada per Guillem de Grumbach. L'època de major esplendor per a Würzburg fou el govern del bisbe Julius Echter von Mespelbrunn, que fundà el Juliushospital i la Universitat (1582). Durant la Guerra dels Trenta Anys, es veié ocupada per Gustau II Adolf (18 d'octubre de 1631). Una altra era de prosperitat gaudí Würzburg el segle xviii amb els bisbes de la casa Schönborn, els quals utilitzaren els treballs del genial arquitecte Balthasar Neumann.
El 3 de setembre de 1796 els austríacs, comandats per Ferran, venceren a Würzburg els francesos acabdillats per Jourdan. El 1803, Würzburg passà a Baviera; el 1805, l'aconseguí l'arxiduc Ferran com a capital d'un gran ducat, i el 1815 tornà a Baviera. Per la tardor de 1848 hi tingué lloc una assemblea de bisbes alemanys que, en un memorial (29 de novembre), proposaren la separació de l'Església de l'estat, sol·licitant l'absoluta independència per a la primera. Des del 23 fins al 27 de novembre de 1859 i amb el nom de conferència de Würzburg se celebrà la coneguda i estèril reunió dels plenipotenciaris dels estats mitjans i petits d'Alemanya, amb l'objectiu d'arribar a una més estreta i eficaç col·laboració en els afers de la lliga alemanya.
Tan escàs resultat com aquestes tingueren les conferències realitzades el 18 i 19 de febrer de 1864, amb el fi d'adoptar una actitud comuna en la qüestió del Slesvig-Holstein. El 27 de juliol de 1866 la fortalesa fou bombardejada pels prussians, i després de l'armistici, aquests ocuparen (2 d'agost) la ciutat, però la fortalesa continuà en poder dels bavaresos.

## Després de la Segona Guerra mundial

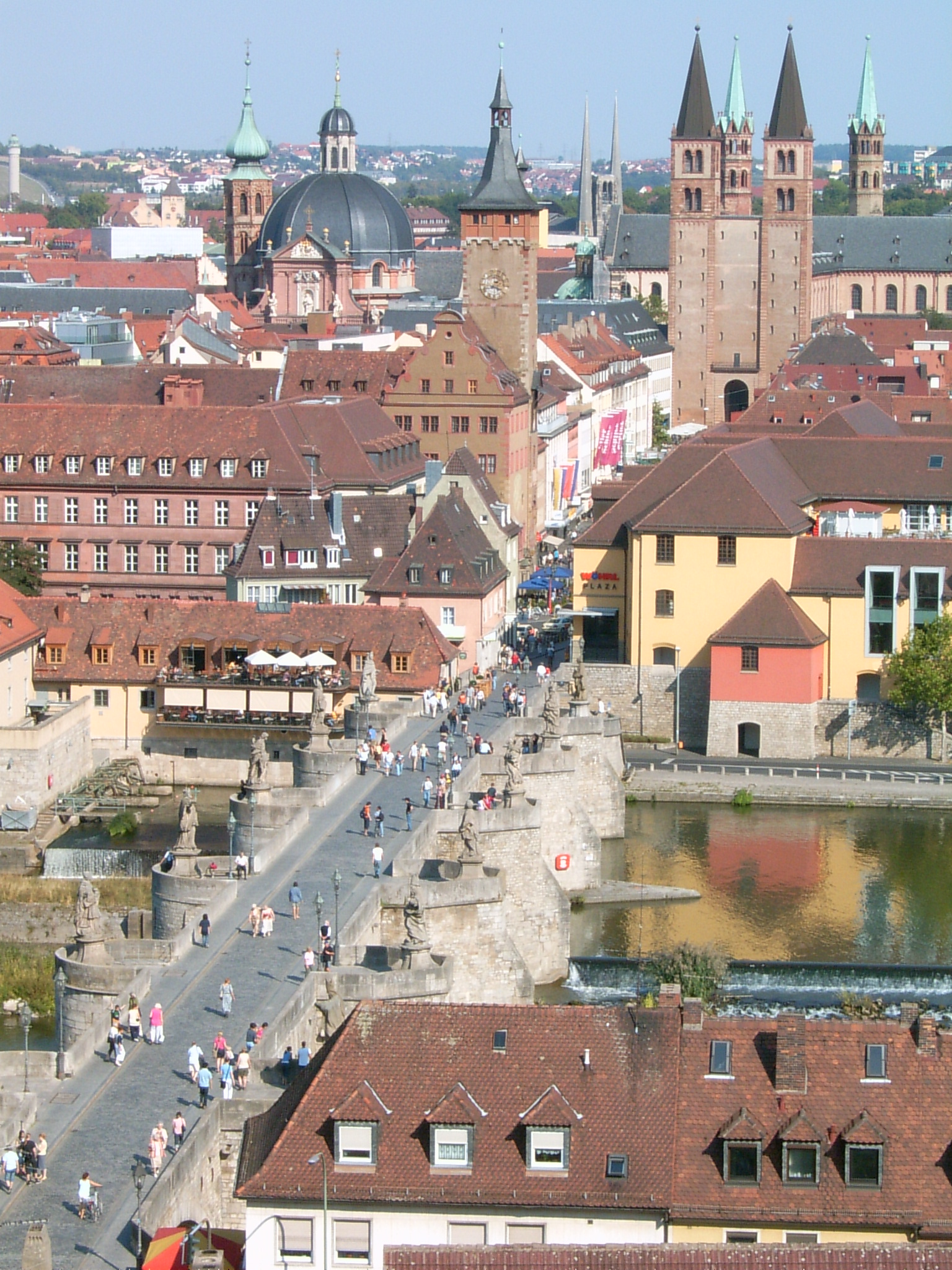
Vista del centre de Würzburg

El 16 de març de 1945, durant la Segona Guerra Mundial, el 90% de la ciutat plena de civils fou destruïda en 17 minuts, en un atac aeri per 225 bombarders Lancaster britànics. Totes les esglésies de la ciutat, les catedrals i altres monuments foren greument malmesos o destruïts. El centre de la ciutat, que data de l'època medieval, fou totalment destruïda en una tempesta de foc en què moriren 5.000 persones. Durant els 20 anys vinents, els edificis d'importància històrica foren curosament reconstruïts amb exactitud. Els ciutadans que reconstruïren la ciutat immediatament després del final de la guerra, eren en la seva gran majoria dones -Trümmerfrauen (les dones de les deixalleries)-, perquè, els homes o bé estaven morts o foren presos de guerra. En comparació, Würzburg fou destruïda totalment, més que la ciutat de Dresden en un bombardeig el mes anterior.
Després de la guerra, Würzburg fou l'amfitriona de l'exèrcit dels Estats Units. Acollí la tercera divisió d'infanteria de l'exèrcit dels EUA de l'hospital i diverses unitats militars dels EUA, que va mantenir una presència a Alemanya fins a l'any 2008, en què es posà fi a més de seixanta anys de presència militar dels Estats Units d'Amèrica a Würzburg.

## Fills il·lustres
- Ferdinand Tobias Richter (1649-1711), compositor i organista.
- Philipp Franz von Siebold (1796-1866), botànic, metge, etnòleg.
- Werner Karl Heisenberg (1901-1976), físic teòric, Premi Nobel de Física el 1932, pel principi d'incertesa de la física quàntica.
- Elmar Zeitler (1927), físic
- Lilli Lehmann (1848-1929) soprano.
- Johann Franz Xaver Sterkel (1750-1817), mestre de capella, compositor i organista.
- Dirk Nowitzki (1978), jugador de bàsquet (Dallas Mavericks).
- Maximilian Kleber (1992), jugador de bàsquet (Dallas Mavericks).
- Heinrich Domnich, (1767-1844) intèrpret de trompa.
- Alexander Kaul (1926-1969), pianista.